# أونور أيدين
أونور أيدين (بالتركية: Onur Aydın)‏ (13 يناير 1988 في تركيا - ) هو لاعب كرة قدم تركي في مركز الهجوم. لعب مع نادي قاسم باشا وكجيرنكوجي ‏ وعلي بك كوي ‏ وDarıca Gençlerbirliği ‏ وAdıyamanspor ‏ وKaracabey Belediyespor ‏.

## وصلات خارجية
- أونور أيدين على موقع قاعدة بيانات كرة القدم.إي يو (الإنجليزية)